# Alexander Knox
Alexander Knox (født 16. januar 1907, død 25. april 1995) var en canadisk skuespiller og forfatter.
Knox blev født i Strathroy, Ontario og uddannet fra University of Western Ontario. Han flyttede senere til Boston, Massachusetts for at optræde på teateret med Boston Repertory Theatre. Efter at selskabet afvikling sig efter Wall Street-krakket i 1929, vendte Knox tilbage til London, Ontario, hvor han i de næste to år arbejdede som reporter for The London Advertiser, før han flyttede til London, England, hvor han medvirkede i flere film i 1930'erne. Han spillede overfor Jessica Tandy i Broadway-produktion i 1940 af Jupiter Laughs, og i 1944 blev han valgt af Darryl F. Zanuck til at medvirke i Wilson, den biografiske film om USAs præsident Woodrow Wilson, som han vandt en Golden Globe Award og var nomineret til Oscar for bedste mandlige hovedrolle. Men under McCarthyismen blev han sortlistet af Hollywood-filmstudiebosserne, og han vendte tilbage til Storbritannien.
Knox havde store roller i Ulf Larsen, Over 21, Sister Kenny, Vikingerne, Størst er kærligheden, None Shall Escape og Nikolaj og Alexandra samt biroller senere i sin karriere De lange knives nat, Joshua og Tinker Tailor Soldier Spy. Han skrev også seks eventyrromaner: Bride of Quietness (1933), The White Bear Night (1971), The Enemy I Kill (1972), Raiders Moon, The Kidnapped Surgeon og Totem Dream. Han skrev også skuespil og mindst tre detektivromaner under et pseudonym forud for 1945.

## Privatliv
Knox var gift med den amerikanske skuespiller Doris Nolan (1916-1998) fra 1944 til hendes død i 1995. De havde en søn Andrew Joseph Knox (født i 1947; som begik selvmord i 1987), der blev en skuespiller og optrådte i Doctor on The Go, og hvem var gift med Imogen Hassall.

## Død
Alexander Knox døde i Berwick-upon-Tweed, Northumberland fra knoglekræft.